# Município de Union City (condado de Montgomery, Ohio)
O município de Union City (em inglês: Union City Township) é um município localizado no condado de Montgomery no estado estadounidense de Ohio. No ano de 2010 tinha uma população de 6.369 habitantes e uma densidade populacional de 448,08 pessoas por km².

## Geografia
O município de Union City encontra-se localizado nas coordenadas 39° 54′ 07″ N, 84° 18′ 03″ O. Segundo a Departamento do Censo dos Estados Unidos, o município tem uma superfície total de 14.21 km², da qual 14.2 km² correspondem a terra firme e (0.09%) 0.01 km² é água.

## Demografia
Segundo o censo de 2010, tinha 6.369 habitantes residindo no município de Union City. A densidade populacional era de 448,08 hab./km². Dos 6.369 habitantes, o município de Union City estava composto pelo 93.44% brancos, o 3.64% eram afroamericanos, o 0.19% eram amerindios, o 0.66% eram asiáticos, o 0.02% eram insulares do Pacífico, o 0.25% eram de outras raças e o 1.81% pertenciam a duas ou mais raças. Do total da população o 1.65% eram hispanos ou latinos de qualquer raça.